# José Camilo Uriburu
José Camilo Uriburu (1914-1996) fue un político y abogado argentino, se desempeñó como Interventor federal de Córdoba durante la presidencia de Roberto Marcelo Levingston, en el marco de la Revolución Argentina.
Era pariente de José Félix Uriburu, gracias a quien comenzó su militancia en partidos conservadores de derecha.
Fue designado por Roberto Marcelo Levingston como interventor en Córdoba el 2 de marzo de 1971, dado que eran cercanos y buscaba alguien de confianza ante una disputa con el general Alejandro Lanusse. La provincia se encontraba turbulenta producto de los movimientos sindicales y estudiantiles que se venían sucediendo contra la dictadura desde el Cordobazo de 1969. En ese contexto, el 7 de marzo declaró que en dicha provincia se anidaba "una venenosa serpiente cuya cabeza pido a Dios me depare el honor histórico de cortar de un solo tajo", lo cual detonó otra masiva pueblada conocida como el viborazo. El 17 de marzo, 15 días después de haber asumido, tuvo que presentar su renuncia. 

## Carrera
Era de la misma familia que los presidentes José Evaristo Uriburu y José Félix Uriburu. Sus padres fueron Camilo de Uriburu Romero (Salta 1878, Córdoba 1937) y Rita Rosa Sánchez Buteler (Córdoba 1882-1973). Nació en la ciudad de Córdoba el 12 de mayo de 1914. Sus estudios primario y secundario los cursó en los colegios San José y en el Nacional de Monserrat. Se recibió de abogado en la Universidad Nacional de Córdoba en el año 1935.
Su militancia política lo ubica en partidos conservadores de derecha. El 24 de febrero de 1946 accedió al senado de la provincia por el departamento de Pocho por el Partido Demócrata Nacional. Luego de la intervención de la provincia dispuesta por el presidente Perón, Uriburu mudó su residencia a Buenos Aires.
Estuvo casado con Estela Isabel Montes (Chacabuco, 1924 - Córdoba 2003) con quien formó una familia de 14 hijos. Su actividad fue la profesión de abogado y la inmobiliaria.
Estando apartado de la militancia de su juventud fue designado por Roberto Marcelo Levingston como interventor en Córdoba en marzo de 1971, dado que eran cercanos y buscaba alguien de confianza ante una disputa con el general Alejandro Lanusse.
Levingston no era parte de la autoproclamada Revolución Argentina y su verdadero plan de gobierno se enfocaba en la normalización de las instalaciones y el llamado a elecciones generales, en tanto que Lanusse, jefe de un ala política del ejército, pugnaba por ser presidente.
Uriburu se identificaba con el plan del presidente Levingston y propuso la normalización política e institucional de la provincia. Aceptó el cargo de interventor federal en función de ese objetivo.
Su acceso a la gestión se dio contando Lanusse con su mejor alfil al mando del III Cuerpo de Ejército (general Alcides López Aufranc) y un estado organizado de protestas sociales sumado a la incapacidad generalizada del arco político e institucional de canalizar el diálogo político. La provincia se encontraba turbulenta con movimientos sindicales y estudiantiles que se habían sucedido contra la dictadura, como el Cordobazo. 
En dicho contexto, Uriburu fue el primero en poner en evidencia el accionar de la guerrilla urbana y declaró que en dicha provincia se anida una venenosa serpiente cuya cabeza pido a Dios me depare el honor histórico de cortar de un solo tajo, lo cual fue aprovechado para agravar la protesta ya instalada como el viborazo.
El agravamiento de la crisis terminó por colapsar el endeble gobierno de Levingston y alfombró la llegada al poder de Alejandro Agustín Lanusse.